# لو سامين 2016
لو سامين 2016 (بالفرنسية: Le Samyn 2016 )‏ هو سباق دراجات هوائية، وهو الموسم رقم 48 من نفس السباق، وأقيم في 2 مارس 2016، وامتدّ لمسافة 202.6 كيلومتر، وهو أحد سباقات طواف أوروبا للدراجات 2016، وهو من نوع سباق يوم واحد، وقد شارك في السباق 188 متسابقاً، ووصل إلى نهايته 28 متسابقاً.
فاز فيه بالمركز الأول نيكي تيربسترا، وبالمركز الثاني Scott Thwaites ‏، وبالمركز الثالث فلوريان سينيشال.

## الفرق
| فرق عالمية (7)- Lotto-Soudal - AG2R La Mondiale - بي إم سي راسينغ - Etixx-Quick Step - FDJ - Katusha - Lotto NL-Jumbo فرق قارية محترفة (10)- Bora-Argon 18 - CCC Development Team ‏ - Cofidis, Solutions Crédits - ديلكو ‏ - Direct Énergie - Fortuneo-Vital Concept - ONE Pro Cycling ‏ - رومبوت تشارلز ‏ - سبورت فلاندرين بالويس 2016 ‏ - Wanty-Groupe Gobert فرق قارية (8)- بنجوال باوليز ساوكس دبليو بي ‏ - Bingoal WB Devo Team ‏ - Pauwels Sauzen–Vastgoedservice ‏ - Veranclassic–Ago ‏ - فيرانداس ويلمز 2016 ‏ - سوبرانو هام ايزوريكس ‏ - Team3M ‏ - An Post–Chain Reaction ‏ |  |
| |  |

## التصنيف العام النهائي
| \| التصنيف العام \| التصنيف العام \| التصنيف العام \| التصنيف العام \| التصنيف العام \| \| العداء \| العداء \| الفريق \| الوقت \| \| \| ------------- \| --------------------------- \| -------------------------- \| ------------- \| ------------- \| \| 1 \| نيكي تيربسترا \| Etixx-Quick Step \| \| \| \| 2 \| Scott Thwaites [الإنجليزية]‏ \| Bora-Argon 18 \| \| \| \| 4 \| فلوريان سينيشال \| Cofidis, Solutions Crédits \| \| \| |                 |                            |       |  |
| |                 |                            |       |  |
| مصادر: ProCyclingStats Cycling Quotient Cycling Archives |                 |                            |       |  |
| التصنيف العام |                 |                            |       |  |
| العداء | العداء          | الفريق                     | الوقت |  |
| 1 | نيكي تيربسترا   | Etixx-Quick Step           |       |  |
| 2 | Scott Thwaites ‏ | Bora-Argon 18              |       |  |
| 4 | فلوريان سينيشال | Cofidis, Solutions Crédits |       |  |

## وصلات خارجية
- الموقع الرسمي
- لو سامين 2016 على موقع إحصائيات الدراجات الإحترافية (الإنجليزية)